# Nsapor
Nsapor ist ein Dorf im Distrikt Berekum in der Bono Region in Ghana.

## Beschreibung
Der Ort liegt ca. 5 km südwestlich von Berekum.
Es gibt in Nsapor eine Grundschule (Nsapor Local Authority Primary School), eine Mittelschule, eine methodistische Kirche und einen kleinen Marktplatz. Seit 2005 ist der Ort an die öffentliche Strom- und Wasserversorgung angeschlossen.
Der Sage nach wurde das Dorf gegründet, um Schwammtauchern Unterkunft zu bieten.